# Echinaster echinophorus
Echinaster echinophorus là tên của một loài sao biển sinh sống ở vùng biển Caribbean và dọc theo vùng biển Nam Mỹ ở phía Đại Tây Dương.

## Mô tả
Loài này có kích thước nhỏ vì bán kính chỉ lên đến 7 cm. Cơ thể của nó nhỏ, 5 cánh thì giống búp măng và đầu cánh nhỏ, tròn. Mặt trên các cánh thì có 2 hàng gai hình nón, không nhọn. Còn mặt bên và mặt dưới cánh có nhiều hàng gai hơn nữa.

## Phân bố và môi trường sống
Echinaster echinophorus sinh sống ở vùng nước nông của Florida, biển Caribbean, Bahamas, Venezuela và bắc Brazil ở độ sâu từ 24 đến 73 mét tại nhiệt độ khoảng 27 độ C. Loài này xuất hiện ở các dải đá ngầm, nơi có nhiều đá, nhiều mảnh san hô vụn. Đôi khi, loài này còn ở trong rừng ngập mặn.

## Sinh vật học
Ở Florida, chúng đẻ trứng vào thời gian cuối mùa xuân, đầu mùa hạ. Trứng của loài này có hai loại, nếu có màu tối sẽ nở ra ấu trùng dạng động vật phù du khi đang lơ lửng còn các trứng có màu cam tươi sẽ chìm xuống đáy biển khi vừa ra khỏi cơ thể con mẹ.

## Nghiên cứu
Các nhà khoa học phát hiện rằng một chất chiết xuất từ mô của loài sao biển này làm ức chế hoạt động của Leishmania amazonensis. Đó là một kí sinh trùng ở dạng động vật nguyên sinh gây ra bệnh Leishmaniasis, đây là một bệnh về da ở vùng nhiệt đới. Khi thử nghiệm trên chuột bạch, chất này không hề có hại gì cả.
Loài động vật thân lỗ Haliclona compressa chứa một hợp chất hữu cơ khiến cho Echinaster echinophorus không ăn chúng. Mặc dù nhiều loài động vật thân lỗ khác là thức ăn của loài này.